# كريغ كالاهان
كريغ كالاهان (بالإيطالية: Craig Callahan)‏ مواليد 26 مايو 1981 في ماكوكيتا، هو لاعب كرة سلة إيطالي بدأ مسيرته الاحترافية في سنة 2003 يلعب مع فريق بالاكانسترو فاريزي في ليغا باسكيت الدرجة الأولى ويحمل الرقم 13. يبلغ طوله 6 قدم 8 بوصة (2.0 م).

## فرق لعب لها
- باسكت مانريسا
- إسبارن بريمرهافن
- نيو باسكت برينديزي
- بالاكانسترو فاريزي

## روابط خارجية
- كريغ كالاهان على موقع الدوري الإسباني لكرة السلة (الإسبانية)
- كريغ كالاهان على موقع كرة السلة الأوروبية.كوم (الإنجليزية)
- كريغ كالاهان على موقع كلية كرة السلة في سبورتس رفرنس.كوم (الإنجليزية)
- كريغ كالاهان على موقع ريلجم (الإنجليزية)
- كريغ كالاهان على موقع بروبوليرز (الإنجليزية)
- كريغ كالاهان على موقع سبورتس رفرنس (الإنجليزية)